# Collegio uninominale Campania 1 - 04 (2020)
Il collegio elettorale uninominale Campania 1 - 04 è un collegio elettorale uninominale della Repubblica Italiana per l'elezione della Camera dei deputati.

## Territorio
Come previsto dalla legge n. 51 del 27 maggio 2019, il collegio è stato definito tramite decreto legislativo all'interno della circoscrizione Campania 1.
È formato dal territorio di 14 comuni della città metropolitana di Napoli: Afragola, Arzano, Caivano, Cardito, Casandrino, Casavatore, Casoria, Crispano, Frattamaggiore, Frattaminore, Grumo Nevano, Melito di Napoli, Mugnano di Napoli e Sant'Antimo .
Il collegio è parte del collegio plurinominale Campania 1 - 02.

## Eletti
| Elezione | Elezione | Deputato         | Partito            |
| -------- | -------- | ---------------- | ------------------ |
|          | 2022     | Pasqualino Penza | Movimento 5 Stelle |

## Dati elettorali

### XIX legislatura
Come previsto dalla legge elettorale, 147 deputati sono eletti con sistema a maggioranza relativa in altrettanti collegi uninominali a turno unico.
| Candidati                                 | Candidati                  | Voti    | %     | Liste                          | Voti    | %     |
| ----------------------------------------- | -------------------------- | ------- | ----- | ------------------------------ | ------- | ----- |
|                                           | Pasqualino Penza ✔️ Eletto | 79 318  | 47,23 | Movimento 5 Stelle             | 79 318  | 47,23 |
|                                           | Monica Maisto              | 42 724  | 25,44 | Fratelli d'Italia              | 22 172  | 13,20 |
| Forza Italia                              | Monica Maisto              | 42 724  | 25,44 | 14 169                         | 8,44    |       |
| Lega per Salvini Premier                  | Monica Maisto              | 42 724  | 25,44 | 5 934                          | 3,53    |       |
| Noi moderati/Lupi - Toti - Brugnaro - UDC | Monica Maisto              | 42 724  | 25,44 | 449                            | 0,27    |       |
|                                           | Vincenzo Spadafora         | 32 129  | 19,13 | Partito Democratico-IDP        | 18 669  | 11,12 |
| +Europa                                   | Vincenzo Spadafora         | 32 129  | 19,13 | 4 817                          | 2,87    |       |
| Alleanza Verdi e Sinistra                 | Vincenzo Spadafora         | 32 129  | 19,13 | 4 590                          | 2,73    |       |
| Impegno Civico - Centro Democratico       | Vincenzo Spadafora         | 32 129  | 19,13 | 4 053                          | 2,41    |       |
|                                           | Marianna Riccardi          | 6 934   | 4,13  | Azione - Italia Viva - Calenda | 6 934   | 4,13  |
|                                           | Gennaro Mallozzi           | 3 103   | 1,85  | Unione Popolare                | 3 103   | 1,85  |
|                                           | Consiglia Migliaccio       | 1 538   | 0,92  | Italexit                       | 1 538   | 0,92  |
|                                           | Maurizio Ferrara           | 1 215   | 0,72  | Italia Sovrana e Popolare      | 1 215   | 0,72  |
|                                           | Giovanni Peluso            | 988     | 0,59  | Noi di Centro – Europeisti     | 988     | 0,59  |
| Totale                                    | Totale                     | 167 949 | 100   |                                | 167 949 | 100   |
|                                           |                            |         |       |                                |         |       |
| Schede bianche                            | Schede bianche             | 1 731   | 1,00  |                                |         |       |
| Schede nulle                              | Schede nulle               | 3 493   | 2,02  |                                |         |       |
| Votanti                                   | Votanti                    | 173 173 | 49,79 |                                |         |       |
| Elettori                                  | Elettori                   | 347 816 |       |                                |         |       |